# 311e division d'infanterie
La 311e division d'infanterie (en allemand : 311. Infanterie-Division ou 311. ID) est une des divisions d'infanterie de l'armée allemande (Wehrmacht) durant la Seconde Guerre mondiale.

## Historique
La 311e division d'infanterie est formée le 1er novembre 1939 dans le secteur de la province de Prusse-Orientale dans le Wehrkreis I à partir de la Brigade Lötzen et d'autres unités mineures.
Elle est dissoute en août 1940.
Son état-major est transférée à la place de Varsovie jusqu'en 1943.

## Organisation

### Commandants
| Date                                 | Grade           | Commandant          |
| ------------------------------------ | --------------- | ------------------- |
| 1er septembre 1939 - 7 novembre 1939 | Generalleutnant | Paul Gerhardt (de)  |
| 7 novembre 1939 - 1er août 1940      | Generalleutnant | Albrecht Brand (de) |

## Théâtres d'opérations
- Allemagne : Novembre 1939 - Août 1940

## Ordres de bataille
1939
- Landwehr-Infanterie-Regiment 152
- Landwehr-Infanterie-Regiment 161
- Landwehr-Infanterie-Regiment 162
- Landwehr-Artillerie-Regiment 311
- Landwehr-Pionier-Bataillon 311
- Auklärungs-Abteilung 311
- Landwehr-Nachrichten-Abteilung 311
- Landwehr-Versorgungseinheiten 311

1940
- Infanterie-Regiment 247
- Infanterie-Regiment 249
- Infanterie-Regiment 250
- Artillerie-Regiment 311
- Pionier-Bataillon 341
- Aufklärungs-Abteilung 341
- Nachrichten-Abteilung 341
- Versorgungs-Einheiten 341